# Grießen (Jänschwalde)

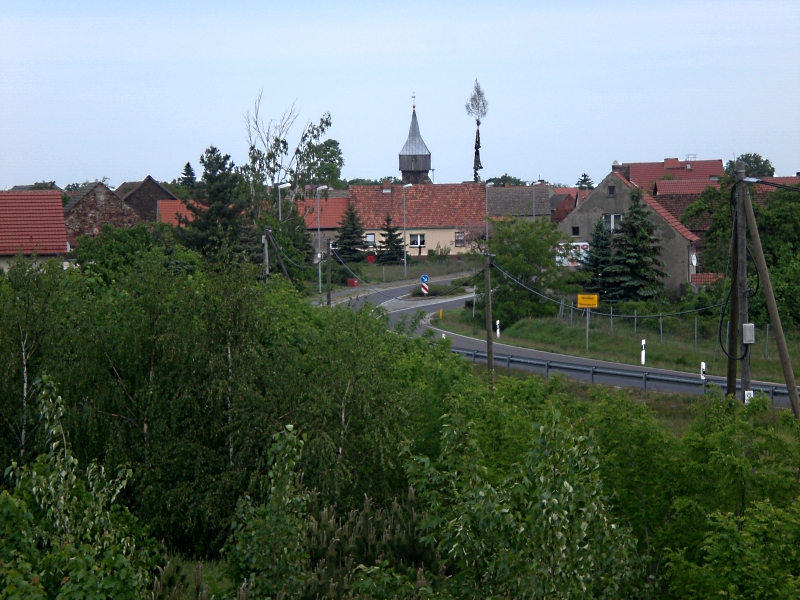
Blick auf Grießen mit Turm der Wehrkirche

Grießen, niedersorbisch Grěšna, ist ein Ortsteil der Gemeinde Jänschwalde im Landkreis Spree-Neiße in Brandenburg. Das Straßenangerdorf ist vom Rest des Gemeindegebietes durch den Braunkohletagebau Jänschwalde abgetrennt. Grießen gehört dem Amt Peitz an und war bis zum 26. Oktober 2003 eine eigenständige Gemeinde.

## Lage
Grießen liegt in der Niederlausitz auf den Endmoränen der Hornoer Platte am Rand der Neißeaue, südwestlich von Guben und am Ostrand des Tagebaus Jänschwalde. Die Lausitzer Neiße bildet hier die Grenze zu Polen; die nächste nutzbare Brücke über den Fluss ist jedoch zehn Kilometer entfernt. Die Gemarkung von Grießen grenzt im Norden an Taubendorf und Groß Gastrose, im Osten an die polnische Gemeinde Gubin mit den Dörfern Późna und Strzegów, im Süden und Westen an Jänschwalde-Dorf und im Nordwesten an Jänschwalde-Ost. Direkter südlicher Nachbarort ist des Weiteren noch der Forster Ortsteil Briesnig, die Gemarkungen der beiden Dörfer grenzen jedoch nicht aneinander. Der frühere südwestlich von Grießen gelegene Nachbarort Horno wurde 2005 für den Braunkohletagebau zerstört.
Grießen liegt an der Bundesstraße 112. Die nächstgelegenen Städte sind Forst (Lausitz) zwölf Kilometer südlich, Guben dreizehn Kilometer nördlich und Cottbus zwanzig Kilometer südwestlich.

## Geschichte

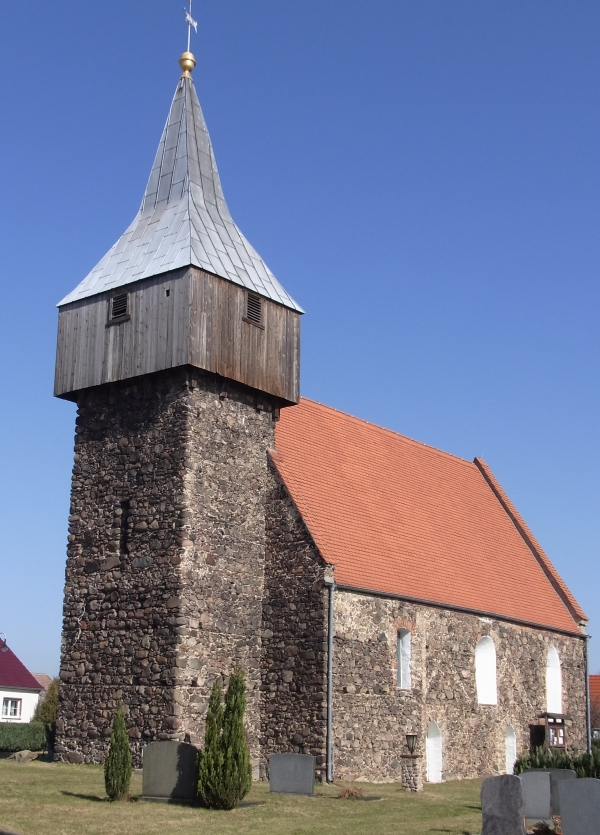
Feldsteinkirche Grießen, 2012

Die älteste urkundliche Erwähnung datiert aus dem Jahr 1451. Der Ortsname ist mittelhochdeutschen Ursprungs und bezieht sich auf sandigen Boden oder feinen Kies. Der sorbische Ortsname geht auf das niedersorbische Wort „grěšnik“ für „Sünder“ zurück. Grießen gehörte zu den drei wasserarmen Dörfern auf der Hochfläche zwischen Guben und Forst. Der Niederlausitzer Heimatforscher Hermann Standke beschrieb es in seinen Wanderungen durch die Niederlausitz wie folgt: „Das Bauerndorf Grießen, arm an Wasser – das ganze Dorf hat nur 3 Brunnen – und reich an Steinen, hat eine alte bemerkenswerte Kirche.“
Ursprünglich gehörte Grießen zum Markgraftum Niederlausitz und somit zunächst zu Böhmen. Der Ort war der Herrschaft Schenkendorf (ab 1523 Ordensamt Schenkendorf) unterstellt. Im Jahr 1635 kam die Niederlausitz durch den Prager Frieden zum Kurfürstentum Sachsen. Dort wurde danach der Gubenische Kreis gebildet, zu dem Grießen fortan gehörte. Ab 1811 war das Ordensamt Schenkendorf ein Rentamt. 1806 wurde das Kurfürstentum Sachsen zum Königreich erhoben. Nach der auf dem Wiener Kongress beschlossenen Teilung des Königreiches Sachsen kam die Niederlausitz zum Königreich Preußen. Grießen gehörte dort zur Provinz Brandenburg und wurde bei der Gebietsreform im Jahr 1816 dem neu zugeschnittenen Kreis Guben im Regierungsbezirk Frankfurt zugeordnet.
Um 1820 schlossen sich die Rentämter Schenkendorf und Guben zum Rentamt Guben-Schenkendorf zusammen. Laut der Topografisch-statistischen Übersicht des Regierungsbezirks Frankfurt a. d. O. aus dem Jahr 1844 hatte Grießen um diese Zeit 41 Wohngebäude und 246 Einwohner. Die Kirchengemeinde Grießen gehörte als Filialkirche zu Horno. Im Jahr 1864 hatte Grießen 292 Einwohner in 44 Wohnhäusern. Bei der Volkszählung vom 1. Dezember 1871 lebten in der Landgemeinde Grießen 284 Einwohner in 55 Haushalten. Von den Einwohnern waren 138 Männer und 146 Frauen; 60 Einwohner waren Kinder unter zehn Jahren und alle Einwohner waren evangelisch-lutherischer Konfession. 1874 wurde das Rentamt Guben-Schenkendorf aufgelöst und Grießen bildete fortan zusammen mit den Landgemeinden Horno und Taubendorf den Amtsbezirk Horno.
Arnošt Muka beschrieb es 1876 noch als überwiegend sorbischen Ort.
Im Jahr 1900 gründeten die Einwohner eine Freiwillige Feuerwehr „Spritzenverband Taubendorf Grießen“. 1904 wurde der Ort an die Bahnstrecke Guben–Forst angeschlossen. Ebenfalls um die Jahrhundertwende gehörte zu Grießen noch eine abseits gelegene Ziegelei in der Nähe des Pohsener Vorwerks Albertinenaue. Nach dem Ende des Zweiten Weltkrieges wurde der Amtsbezirk Horno aufgelöst und Grießen kam in die Sowjetische Besatzungszone. Durch die Festlegung der Oder-Neiße-Grenze liegt Grießen seitdem an der Grenze zu Polen. 1947 wurde der Ort Teil des Landes Brandenburg, das ab 1949 in der DDR lag. Am 1. Juli 1950 wurde der Landkreis Guben aufgelöst und Grießen in den Landkreis Cottbus eingegliedert. Bei der Kreisreform am 25. Juli 1952 wurde Grießen dem neu gebildeten Kreis Guben im Bezirk Cottbus zugeordnet. Der Bahnbetrieb auf der Bahnstrecke Guben–Forst wurde 1982 eingestellt.
Nach der Wiedervereinigung lag Grießen zunächst im Landkreis Guben in Brandenburg. 1992 schloss sich die Gemeinde zur Erledigung ihrer Verwaltungsangelegenheiten dem Amt Jänschwalde an. Der Landkreis Guben ging bei der Kreisreform 1993 im neuen Landkreis Spree-Neiße auf. Am 26. Oktober 2003 fusionierten die Gemeinden Grießen, Drewitz und Jänschwalde zu der neuen Gemeinde Jänschwalde. Das Amt Jänschwalde wurde aufgrund der gleichzeitigen Eingliederung von Grötsch nach Heinersbrück aufgelöst und in das Amt Peitz eingegliedert.

## Wirtschaft

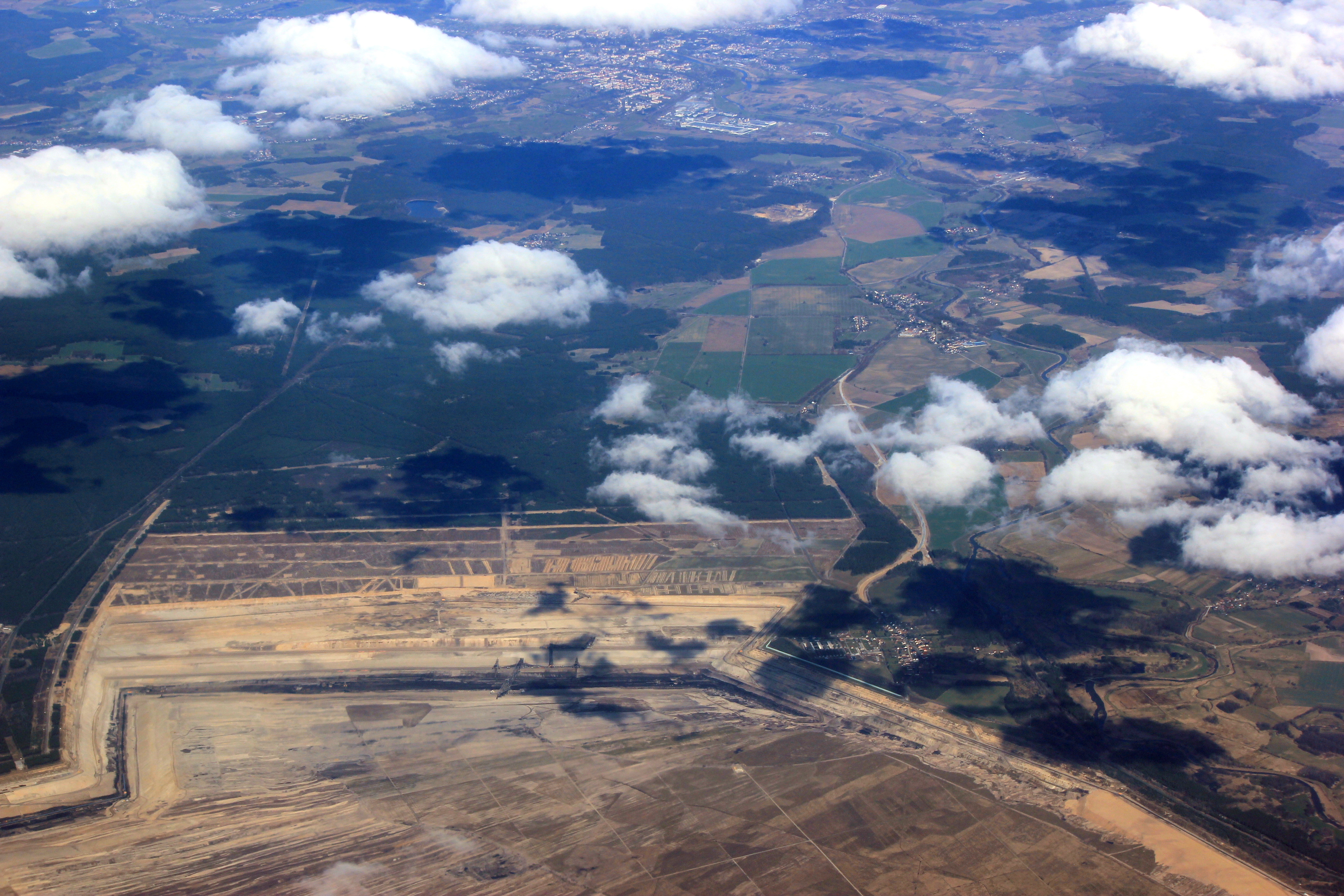
Der Tagebau Jänschwalde mit Grießen am östlichen (rechten) Grubenrand (2017)

Das 1927–29 erbaute Wasserkraftwerk Grießen wurde 1945 zerstört und nach dem Ende des Zweiten Weltkriegs wiederaufgebaut. 1967 wurde es stillgelegt und demontiert. Seit 1993 wird an gleicher Stelle wieder Strom erzeugt.
Für den Bau einer Spundwand für den Tagebau Jänschwalde wurden einige Grundstücke und Häuser in Anspruch genommen. Die Häuser wurden jedoch nicht abgebrochen. Sie konnten nach dem Bau der Dichtungswand wieder bewohnt werden.

## Kirche
Die unter Denkmalschutz stehende Wehrkirche stammt aus dem 15. Jahrhundert. Sie wurde vollständig aus Feldsteinen errichtet. Der Wehrturm hat ein vorkragendes Glockengeschoss mit vierseitiger Spitze. Grießen war ursprünglich eine Filialkirche von Horno.

## Einwohnerentwicklung
- 1816: 229 Einwohner
- 1846: 245 Einwohner
- 1858: 301 Einwohner in 44 Häusern[12]
- 1965: 384 Einwohner
- 2000: 216 Einwohner[13]